# Köpfchen (Einheit)
Köpfchen war ein deutsches Volumenmaß. Es war ein im Fürstentum Fulda verbreitetes Getreidemaß.
Es war eine kleine Maßeinheit, die sich aus den größeren Maßen Mas, Malter und Metze ableitete.
- 1 Mas = 16 Köpfchen
- 1 Metze = 4 Köpfchen
- 1 Malter = 8 Mas= 32 Metze = 128 Köpfchen = 17713 Zentiliter[1]
- 1 Köpfchen hatte 70 5/16 Pariser Kubikzoll und entsprach 2/5 preußische Metzen oder 1 13/33 Litre.